# 宮本まさ江
宮本 まさ江（みやもと まさえ）は、日本のスタイリスト、衣裳デザイナー。千葉県出身。

## 人物
もともと岩波映画で経理の仕事をしていたが、映画の仕事に興味を持ち1985年に第一衣裳に入社。実家が洋服店だった事もあり、自分がやるなら衣装だと思いスタイリストとなる。
1988年にフリーに転身し、大作映画から独立系映画まで数多くの映画のスタイリストや衣装やデザインを手掛ける。1998年には下北沢に映画館「シネマ下北沢」をオープンさせ支配人を務め、2000年には市川準監督の映画『ざわざわ下北沢』をプロデュースしたりと幅広く活動している。2013年、第36回日本アカデミー賞協会特別賞を受賞した。2023年、第73回芸術選奨文部科学大臣賞受賞。

## 主な作品

### 映画
- 弘高青春物語（1992年）
- お墓と離婚（1993年）
- 我が人生最悪の時（1994年）
- 遥かな時代の階段を（1995年）
- BOXER JOE（1995年）
- エンドレス・ワルツ（1995年）
- 罠（1996年）
- 宇宙貨物船レムナント6（1996年）
- アトランタ・ブギ（1996年）
- 傷だらけの天使（1997年）
- 香港大夜総会 タッチ&マギー（1997年）
- いさなのうみ（1997年）
- Lie Lie Lie（1997年）
- 身も心も（1997年）
- 不機嫌な果実（1997年）
- 卓球温泉（1998年）
- 不夜城（1998年）
- 愚か者 傷だらけの天使（1998年）
- ポルノスター（1998年）
- キリコの風景（1998年）
- 時雨の記（1998年）
- コキーユ 貝殻（1999年）
- 大阪物語（1999年）
- 金融腐蝕列島〔呪縛〕（1999年）
- ざわざわ下北沢（2000年） ※兼プロデュース
- ガラスの脳（2000年）
- 金髪の草原（2000年）
- 顔（2000年）
- 本日またまた休診なり（2000年）
- カオス（2000年）
- 狗神 INUGAMI（2001年）
- アカシアの道（2001年）
- GO（2001年）
- ホタル（2001年）
- 真夜中まで（2001年）
- 大河の一滴（2001年）
- ミスター・ルーキー（2002年）
- ハッシュ!（2002年）
- 竜馬の妻とその夫と愛人（2002年）
- 命（2002年）
- 凶気の桜（2002年）
- 模倣犯（2002年）
- 青い春（2002年）
- 突入せよ! あさま山荘事件（2002年）
- アイデン&ティティ（2003年）
- 船を降りたら彼女の島（2003年）
- 赤目四十八瀧心中未遂（2003年）
- ヴァイブレータ（2003年）
- 1980（2003年）
- のんきな姉さん（2004年）
- 海猫（2004年）
- 赤い月（2004年）
- 世界の中心で、愛をさけぶ（2004年）
- 死に花（2004年）
- でらしね（2004年）
- 北の零年（2005年）
- タナカヒロシのすべて（2005年）
- 四日間の奇蹟（2005年）
- 星になった少年（2005年）
- 赤い鯨と白い蛇（2005年）
- 同じ月を見ている（2005年）
- やわらかい生活（2005年）
- 自由戀愛（2005年）
- 空中庭園（2005年）
- 間宮兄弟（2006年）
- 寝ずの番（2006年）
- 雨の町（2006年）
- あしたの私のつくり方（2007年）
- 世界はときどき美しい（2007年）
- 東京タワー 〜オカンとボクと、時々、オトン〜（2007年）
- 魍魎の匣（2007年）
- サウスバウンド（2007年）
- たみおのしあわせ（2007年）
- 黄色い涙（2007年）
- 伝染歌（2007年）
- トウキョウソナタ（2008年）
- L change the WorLd（2008年）
- ガマの油（2008年）
- クライマーズ・ハイ（2008年） ※ヘアメイク
- クローンは故郷をめざす（2009年）
- ハルフウェイ（2009年）
- 劒岳 点の記（2009年）
- おと・な・り（2009年）
- 童貞放浪記（2009年）
- スノープリンス 禁じられた恋のメロディ（2009年）
- 人間失格（2009年）
- 君に届け（2010年）
- 春との旅（2010年）
- ゲゲゲの女房（2010年）
- キャタピラー（2010年）
- 七瀬ふたたび（2010年）
- 森崎書店の日々（2010年）
- 酔いがさめたら、うちに帰ろう。（2010年）
- 市民ポリス69（2011年）
- GANTZ（2011年）
- うさぎドロップ（2011年）
- WAYA! 宇宙一のおせっかい大作戦（2011年）
- 惑星のかけら（2011年）
- 死にゆく妻との旅路（2011年）
- 夕闇ダリア（2011年）
- フォーゴットン・ドリームス（2011年）
- 源氏物語 千年の謎（2011年）
- 月光ノ仮面（2012年）
- しあわせのパン（2012年）
- 僕達急行 A列車で行こう（2012年）
- 11・25自決の日 三島由紀夫と若者たち（2012年）
- トテチータ・チキチータ（2012年）
- わが母の記（2012年）
- 貞子3D（2012年）
- かぞくのくに（2012年）
- 千年の愉楽（2012年）
- 夏の終り（2013年）
- ジンクス!!!（2013年）
- 桜、ふたたびの加奈子（2013年）
- 舟を編む（2013年）
- 図書館戦争シリーズ
  - 図書館戦争（2013年4月27日公開）
  - 図書館戦争-THE LAST MISSION-（2015年10月10日公開）
- 脳男（2013年）
- 利休にたずねよ（2013年）
- 大人ドロップ（2014年）
- 万能鑑定士Q -モナ・リザの瞳-（2014年）
- 百円の恋（2014年）
- バンクーバーの朝日（2014年）
- MONSTERZ モンスターズ（2014年）
- 海のふた（2015年）
- 駆込み女と駆出し男（2015年）
- イニシエーション・ラブ（2015年）
- 脳内ポイズンベリー（2015年）
- 日本のいちばん長い日（2015年）
- 白河夜船（2015年）
- 映画 深夜食堂（2015年）
- 合葬（2015年）
- の・ようなもの のようなもの（2016年）
- 天使に“アイム・ファイン”（2016年）
- アイアムアヒーロー（2016年）
- だれかの木琴（2016年）
- シェル・コレクター（2016年）
- 二重生活（2016年）
- 日本で一番悪い奴ら（2016年）
- にがくてあまい（2016年）
- デスノート Light up the NEW world（2016年）
- 続・深夜食堂（2016年）
- ホワイトリリー（2017年）
- 関ヶ原（2017年）
- ユリゴコロ（2017年）
- パーフェクト・レボリューション（2017年）
- あゝ、荒野（2017年）
- 心が叫びたがってるんだ。（2017年）
- 火花（2017年）
- 今夜、ロマンス劇場で（2018年）
- サイモン&タダタカシ（2018年）
- いぬやしき（2018年）
- オー・ルーシー!（2018年）
- BLEACH 死神代行篇（2018年）
- 寝ても覚めても（2018年）
- 検察側の罪人（2018年）
- 泣き虫しょったんの奇跡（2018年）
- コーヒーが冷めないうちに（2018年）
- 日日是好日（2018年）
- 止められるか、俺たちを（2018年）
- 人魚の眠る家（2018年）
- ビブリア古書堂の事件手帖（2018年）
- 斬、（2018年）
- キングダム（2019年）
- 町田くんの世界（2019年）
- 新聞記者（2019年）
- 葬式の名人（2019年）
- 罪の声（2020年）
- 燃えよ剣（2021年）
- 信虎（2021年）
- キングダム2 遥かなる大地へ（2022年）
- ヘルドッグス（2022年）
- 恋い焦れ歌え（2022年）
- 宮松と山下（2022年）
- 波紋（2023年）
- カラオケ行こ!（2024年）
- ゴールデンカムイ（2024年）

### ドラマ
- このこ誰の子?（1986年、フジテレビ）
- 黒い十人の女（2002年、フジテレビ）
- タイムリミット（2003年、TBS）
- ひと夏のパパへ（2003年、TBS）
- 菊次郎とさき（2003年、テレビ朝日）
- おばあさんの反乱（2005年、テレビ朝日）
- 祖国（2005年、WOWOW）
- 長男の結婚（2008年、テレビ朝日）
- 帰ってくるのか!?33分探偵（2009年、フジテレビ）
- 都市伝説セピア（2009年、WOWOW）
- Go Ape ゴー・エイプ（2009年、WOWOW）
- 深夜食堂シリーズ（2009年 - 、TBS）
- インディゴの夜（2010年、フジテレビ）
- 幻夜（2010年、WOWOW）
- 鉢植を買う女（2011年、テレビ東京）
- 初秋（2011年、TBS）
- 開拓者たち（2012年、NHK BSプレミアム）
- 贖罪（2012年、WOWOW）
- ラッキーセブン（2012年、フジテレビ）
- 強行帰国〜忘れ去られた花嫁たち〜（2012年、TBS）
- 白虎隊〜敗れざる者たち（2013年、テレビ東京）
- 神様のボート（2013年、BSプレミアム）
- ラジオ（2013年、NHK BSプレミアム）
- 小暮写眞館（2013年、NHK）
- いねむり先生（2013年、テレビ朝日）
- 淋しい狩人（2013年、フジテレビ）
- 顔（2013年、フジテレビ）
- ノーコン・キッド（2013年、テレビ東京）
- 恋（2013年、TBS）
- 阿久悠を殺す（2013年、BSプレミアム）
- たった一度の約束（2014年、テレビ東京）
- 64（ロクヨン）（2015年、NHK）
- 図書館戦争 BOOK OF MEMORIES（2015年10月5日、TBS）
- キッドナップ・ツアー（2016年、NHK）
- 五年目のひとり（2016年、テレビ朝日）
- トットてれび（2016年、NHK）
- 半分、青い。（2018年、NHK） ※監修
- 黄金の刻〜服部金太郎物語〜（2024年、テレビ朝日）